# Zentrale Hochschulsportanlage

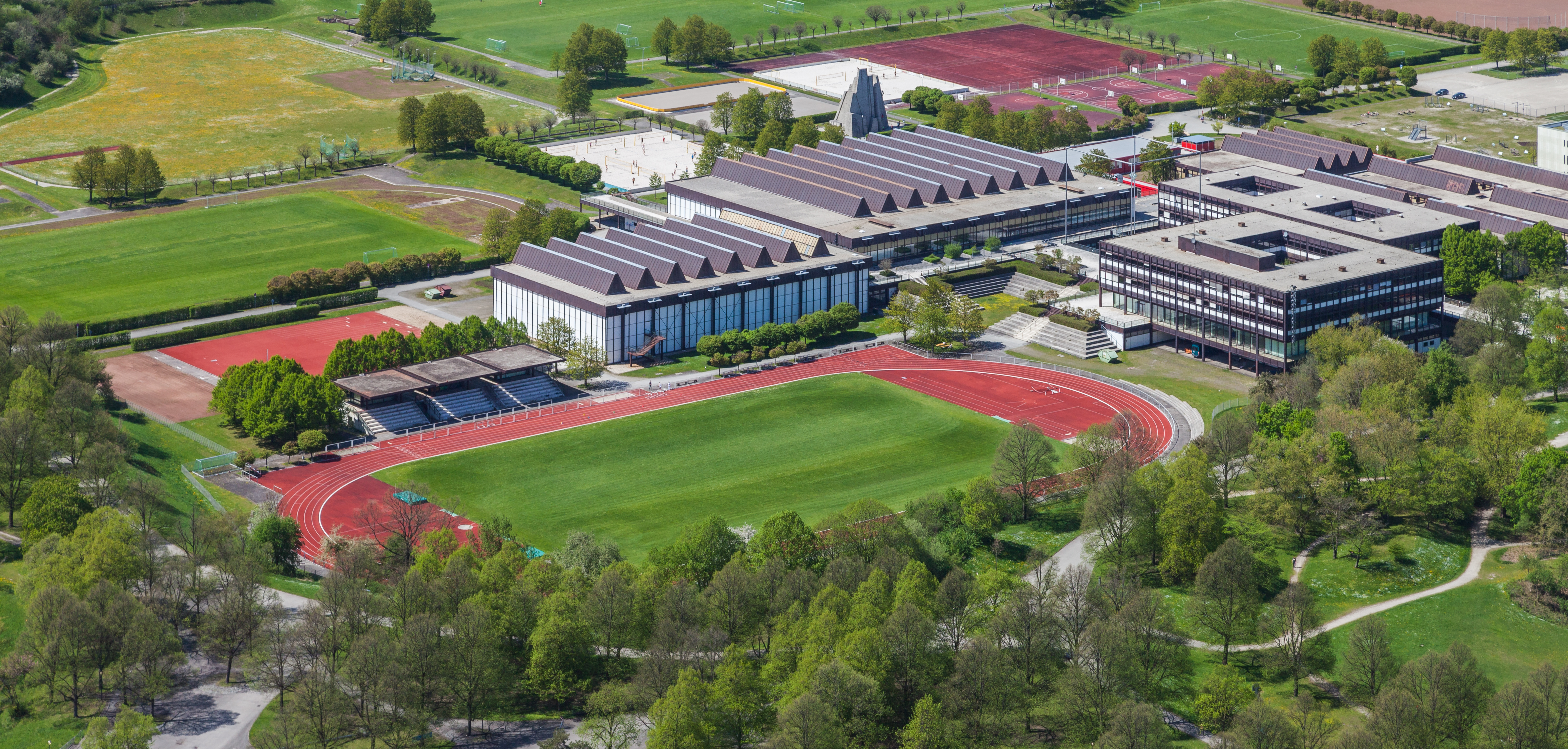
Zentrale Hochschulsportanlage (ZHS) im Olympiapark München vor dem Neubau

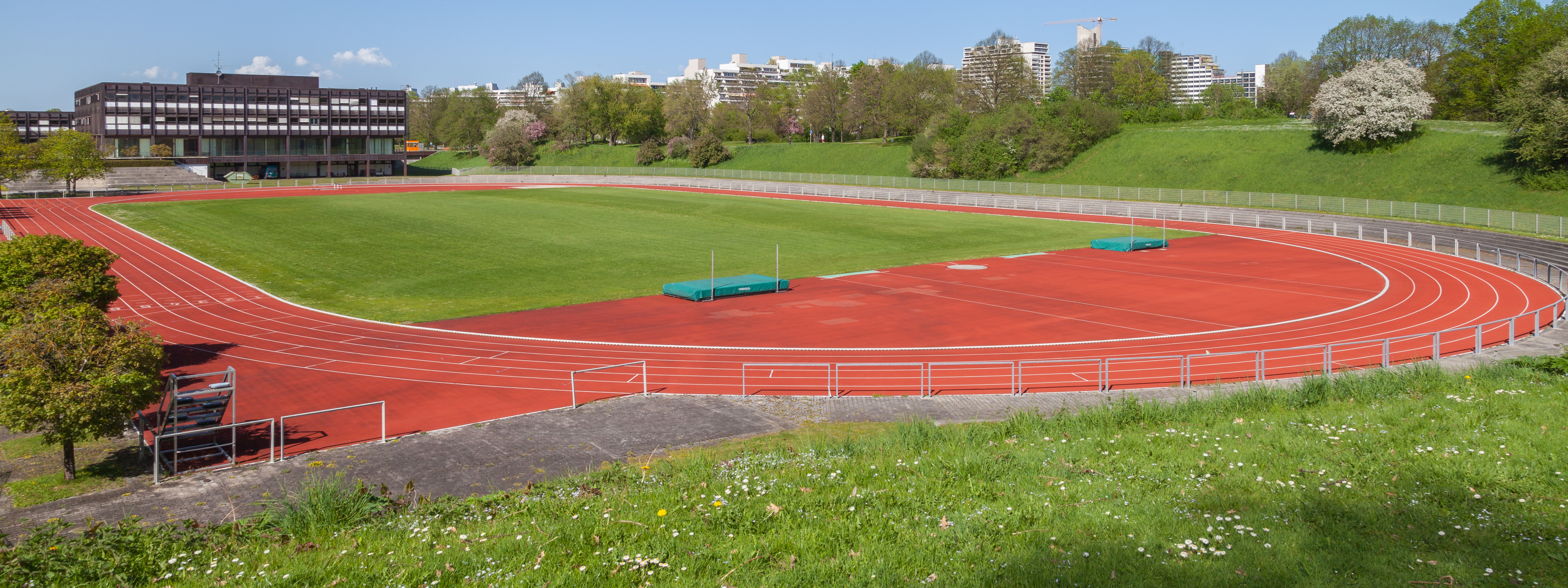
Leichtathletikstadion

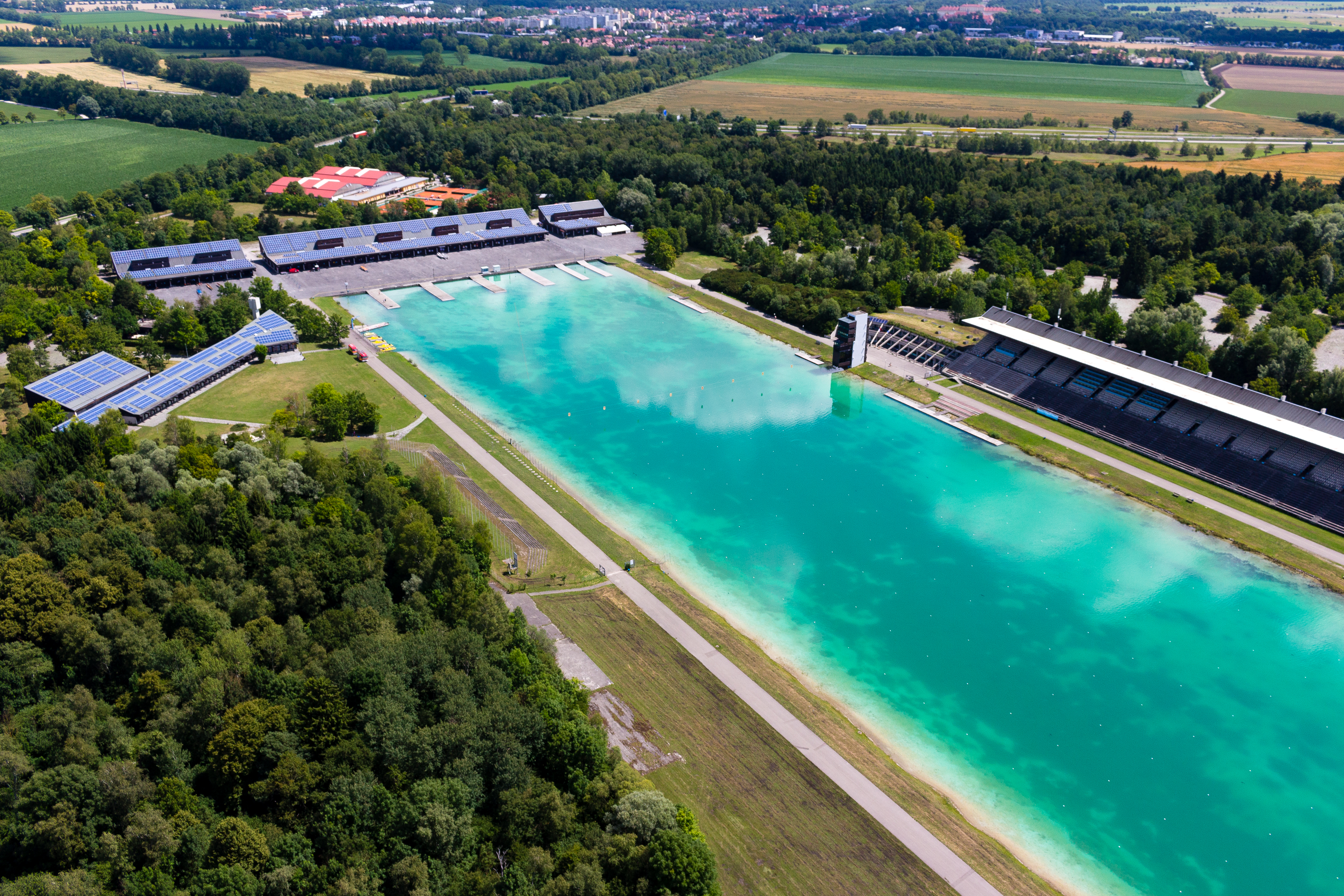
Regattastrecke Oberschleißheim (Außenanlage)

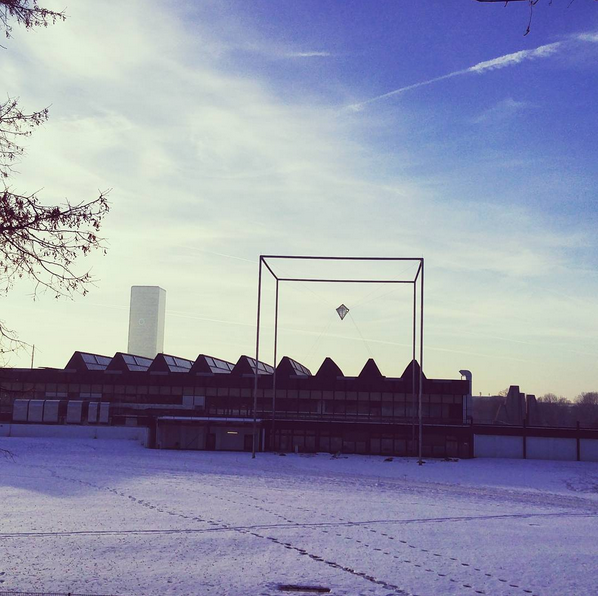
Blick auf den Diamanten im ZHS und Uptown Munich im Hintergrund

Die Zentrale Hochschulsportanlage (ZHS) ist eine Unisportanlage im Olympiapark München, im Münchner Stadtbezirksteil Am Riesenfeld.
Mit über 125.000 Studierenden und über 17.000 aktiven Teilnehmern pro Semester ist der Zentrale Hochschulsport München die größte Hochschulsporteinrichtung in Deutschland. Es werden 600 Einzelveranstaltungen pro Semester in über 100 verschiedenen Sportarten angeboten.
Das Sportzentrum teilt sich die Einrichtungen mit der Technischen Universität München. 2018 bis 2022 wurde ein Neubau unter der Leitung von Dietrich Untertrifaller und Ballina Schubert Landschaftsarchitekten geplant. Es ist der aktuell "größte Holzbau Europas".

## Einrichtungen
Auf dem etwa 45 ha großen Gelände befinden sich unter anderem 11 Sporthallen, eine Freisportanlage mit 15 Fußballplätzen, 7 Beachvolleyballfeldern und einem 16 Meter hohen Kletterturm, eine Tennisanlage mit 22 Plätzen, die Hockeyanlage im Olympiapark München und eine Golfübungsanlage. Außerhalb der Sportanlagen stehen das Trainingsbecken der Olympia-Schwimmhalle und der Wassersportplatz am Starnberger See (Segeln, Surfen) zur alleinigen Nutzung zur Verfügung, zur Teilnutzung darüber hinaus die Olympia-Regatta-Anlage (Kanu, Rudern) in Oberschleißheim sowie die Bayerischen Alpen (Bergsport, Wintersport). Weitere Übungsstätten der ZHS befinden sich in Freising und Landshut. Im Nordteil des ZHS-Geländes haben die München Caribes ihre Heimspielstätte.

## Verkehrsanbindung
Die Zufahrt erfolgt auf der im Osten von der Lerchenauer Straße abzweigenden und unter dem Olympischen Dorf hindurch führenden Connollystraße. Die nächstgelegenen Haltestellen sind U3 Oberwiesenfeld an der Moosacher Straße im Norden und U3 Olympiazentrum an der Lerchenauer Straße im Osten; letztere wird von Bussen der Linien 173 und N42 angesteuert.

## Entstehung und Olympische Spiele
Die ZHS und das Sportzentrum der TUM befinden sich in den vielfach umgebauten Anlagen, die für die Olympischen Spiele 1972 errichtet wurden. In der inzwischen abgerissenen Volleyballhalle fanden die Volleyballturniere statt. Die späteren Büros und Hörsäle wurden als internationales Fernseh- und Rundfunk-Zentrum genutzt.